# 27 de dezembro
27 de dezembro é o 361.º dia do ano no calendário gregoriano (362.º em anos bissextos). Faltam 4 dias para acabar o ano.

## Eventos históricos

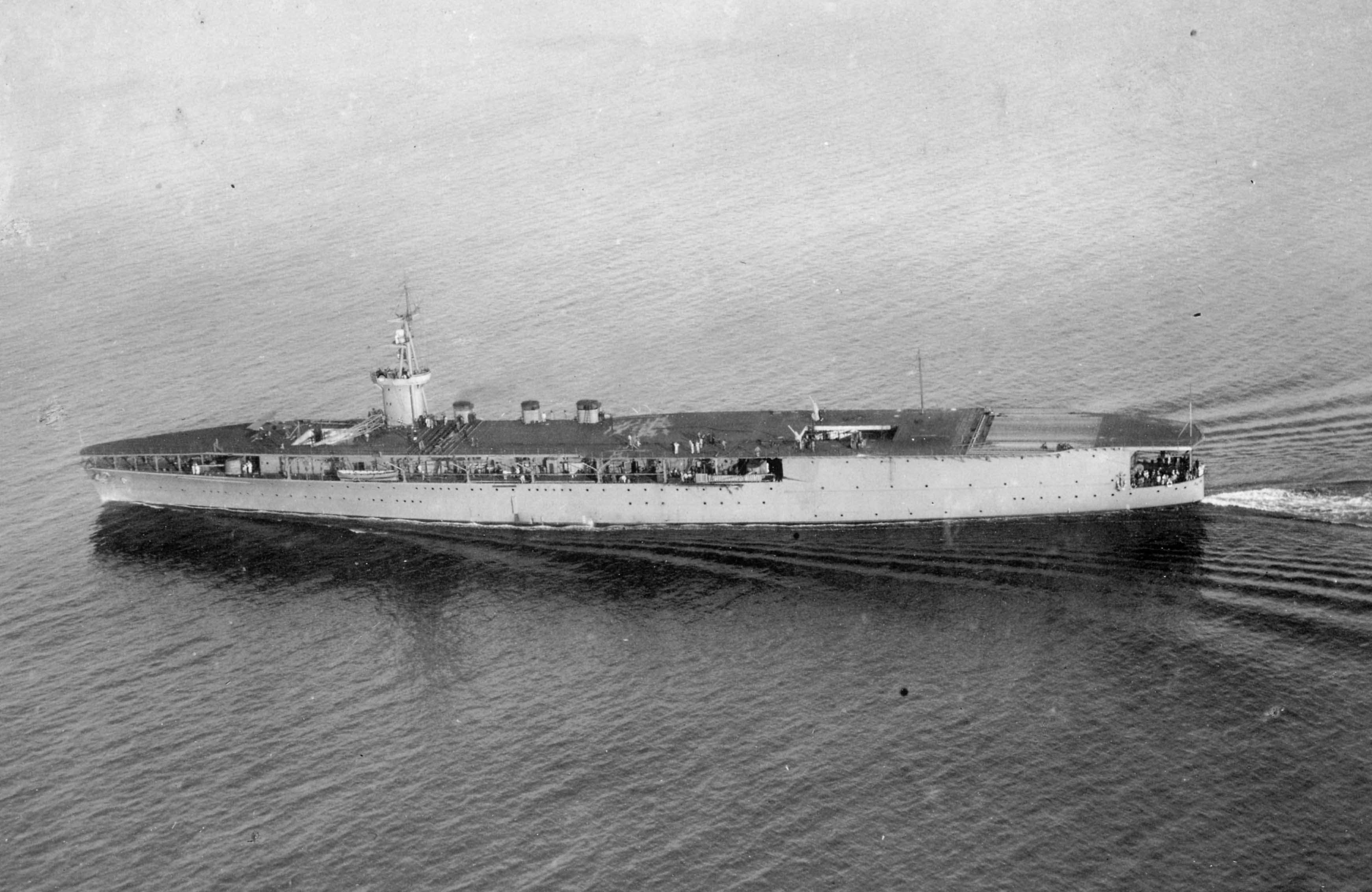
1922: O porta-aviões japonês

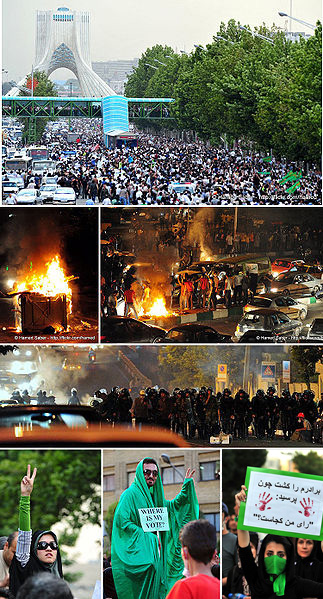
2009: Protestos eleitorais no Irã

- 0537 — Concluída a construção da Hagia Sophia em Constantinopla.
- 1512 — A Coroa Espanhola emite as Leis de Burgos, que regem a conduta dos colonos em relação aos índios nativos no Novo Mundo.
- 1521 — Os profetas de Zwickau chegam a Wittenberg, perturbando a paz e pregando o Apocalipse.[1]
- 1657 — The Flushing Remonstrance articula pela primeira vez na história norte-americana que a liberdade religiosa é um direito fundamental.
- 1655 — Segunda Guerra do Norte: Monges do Mosteiro Jasna Góra em Częstochowa são bem-sucedidos em se defender de um cerco de um mês.
- 1657 — O Flushing Remonstrance articula pela primeira vez na história norte-americana que a liberdade religiosa é um direito fundamental.[2]
- 1703 — Portugal e Inglaterra assinam o Tratado de Methuen, que dá preferência aos vinhos importados portugueses para a Inglaterra.
- 1814 — Guerra de 1812: A destruição da escuna USS Carolina põe fim à frota improvisada do comodoro Daniel Patterson, que lutou contra uma série de ações protelatórias que contribuíram para a vitória de Andrew Jackson na Batalha de Nova Orleans.
- 1831 — Charles Darwin embarca no HMS Beagle para a sua viagem ao redor do globo, parando na América do Sul e ilhas Galápagos.
- 1845 — Éter anestésico é usado para o parto pela primeira vez pelo Dr. Crawford Long em Jefferson, Geórgia.[3]
- 1904 — Inauguração do Abbey Theatre.
- 1911 — "Jana Gana Mana", o hino nacional da Índia, é cantado pela primeira vez na Sessão de Calcutá do Congresso Nacional Indiano.
- 1918
  - Começa a Revolta na Grande Polônia contra os alemães.
  - Guerra de Independência da Ucrânia: o Exército Revolucionário Insurgente da Ucrânia ocupa Yekaterinoslav e apreende sete aviões da UPRAF, estabelecendo uma Frota Aérea Insurgente.[4]
- 1922 — O Hōshō se torna o primeiro projetado como porta-aviões a ser comissionado no mundo.
- 1929 — O secretário geral soviético Joseph Stalin ordena a "liquidação dos kulaks como uma classe".
- 1935 — A Pérsia passa a se chamar Irã.
- 1939
  - Criado o Departamento de Imprensa e Propaganda (DIP), encarregado da censura no Estado Novo
  - O terremoto de 7,8 Mw Erzinjane abala o leste da Turquia com uma intensidade máxima de Mercalli de XI. Pelo menos 32,7 mil pessoas morreram.[5]
  - Guerra de Inverno: Finlândia impede um ataque soviético na Batalha de Kelja.[6]
- 1945
  - Bélgica é admitida como Estado-Membro da ONU.
  - O Fundo Monetário Internacional é criado com a assinatura de um acordo por 29 nações.
- 1949 — Revolução Nacional da Indonésia: os Países Baixos reconhecem oficialmente a independência da Indonésia. Fim das Índias Orientais Neerlandesas.
- 1966 — A Caverna das Andorinhas, o maior poço de caverna conhecido no mundo, é descoberto em Aquismón, San Luis Potosí, México.
- 1968
  - Programa Apollo: a Apollo 8 amerrissa no Oceano Pacífico, encerrando a primeira missão tripulada orbital à Lua.
  - O voo 458 da North Central Airlines cai no Aeroporto Internacional O'Hare, matando 28 pessoas.[7]
- 1978 — A Espanha se torna uma democracia após 40 anos de ditadura fascista.
- 1979 — A União Soviética invade a República Democrática do Afeganistão.
- 1983 — O Papa João Paulo II visita Mehmet Ali Ağca na prisão de Rebibbia e o perdoa pessoalmente pelo ataque de 1981 contra ele na Praça de São Pedro.
- 1989 — A Revolução Romena termina, quando os últimos confrontos menores nas ruas e tiroteios isolados terminam abruptamente na capital do país, Bucareste.
- 1991 — O voo 751 da Scandinavian Airlines System cai em Gottröra, no município de Norrtälje, na Suécia, ferindo 92 pessoas.[8]
- 1996 — As forças do Talibã retomam o estratégico aeródromo de Bagram, que solidifica sua zona tampão em torno de Cabul, no Afeganistão.
- 2002 — Dois caminhões-bomba matam 72 pessoas e ferem 200 na sede pró-Moscou do governo checheno em Grozny, Chechênia, Rússia.[9]
- 2004 — A radiação de uma explosão no magnetar SGR 1806-20 atinge a Terra. É o evento extrassolar mais brilhante que se sabe ter sido testemunhado no planeta.
- 2006 — Lançado do Cosmódromo de Baikonur o foguete Soyuz 2.1.B, que colocou o satélite CoRoT em órbita.
- 2007
  - A ex-primeira-ministra paquistanesa Benazir Bhutto é assassinada.
  - Tumultos eclodem em Mombaça, Quênia, depois que Mwai Kibaki é declarado vencedor da eleição presidencial, desencadeando uma crise política, econômica e humanitária.
- 2008 — Início dos bombardeios da Operação Chumbo Fundido, por Israel, contra alvos palestinos na Faixa de Gaza.
- 2009 — Protestos eleitorais no Irã: no dia da Ashura, em Teerã, Irã, forças de segurança do governo atiram contra manifestantes.
- 2019 — O voo 2100 da Bek Air cai durante a decolagem do Aeroporto Internacional de Almaty, em Almaty, Cazaquistão, matando 13 pessoas.

## Nascimentos

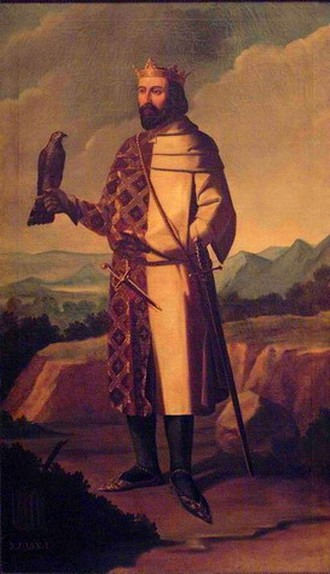
João I de Aragão

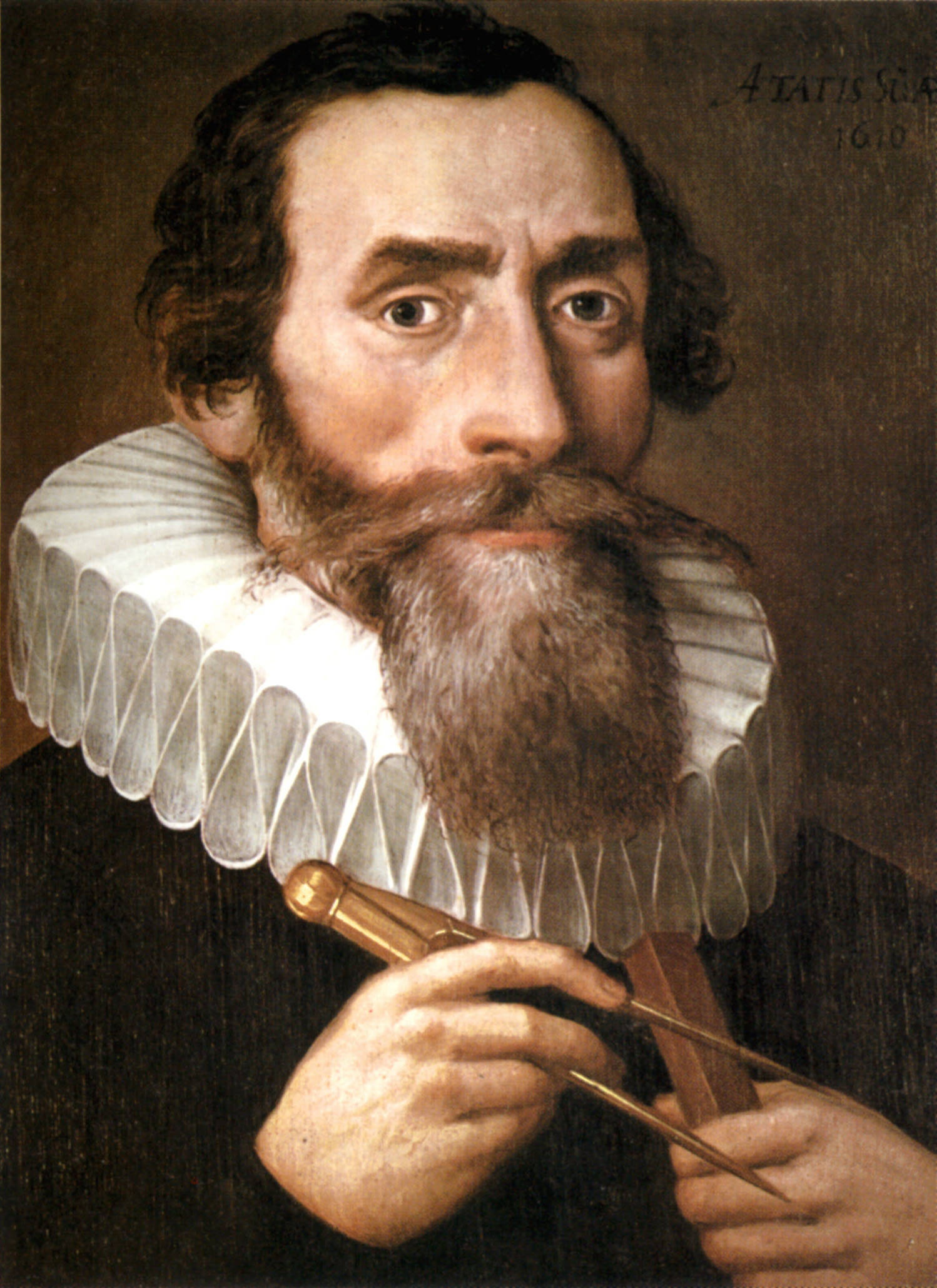
Johannes Kepler

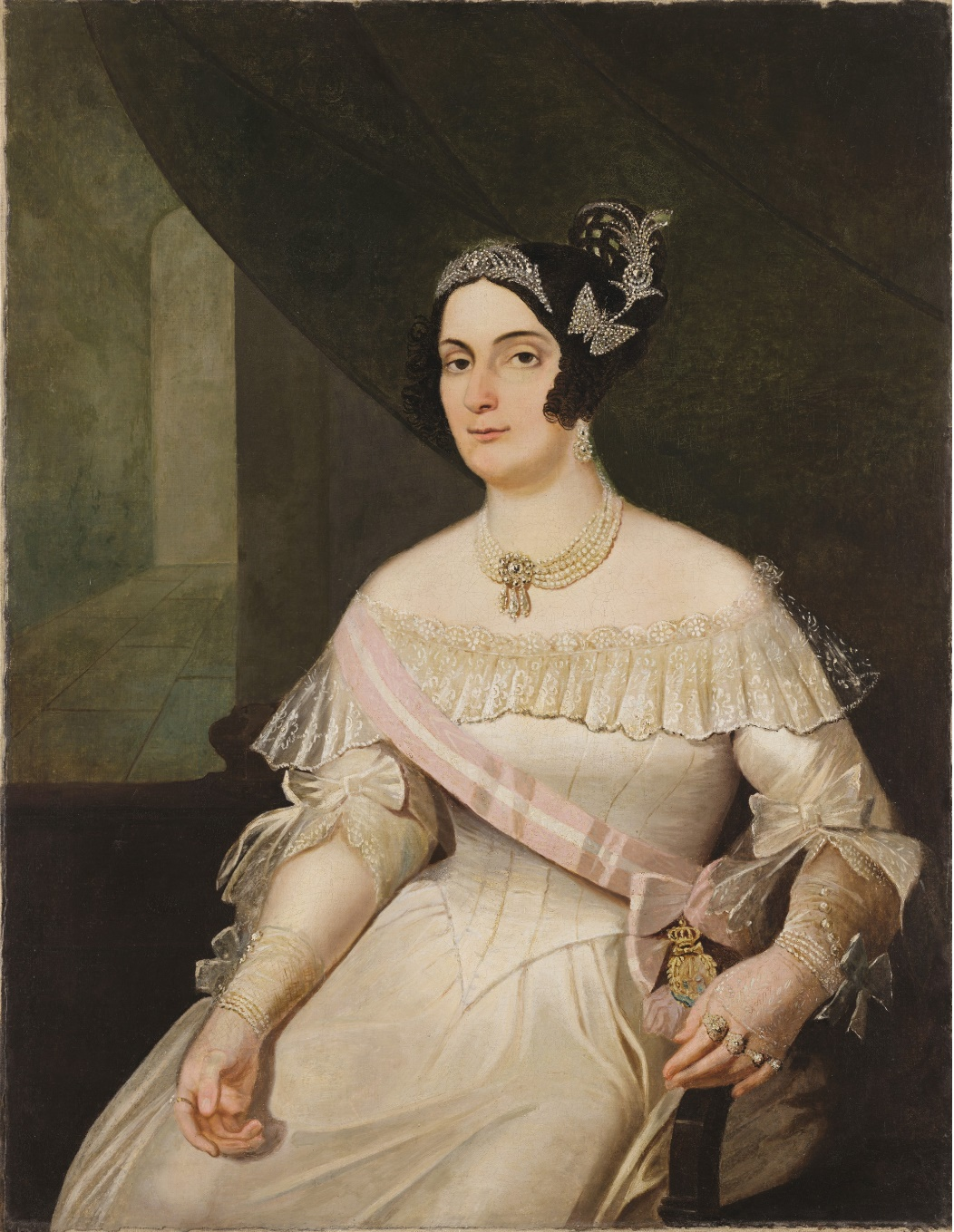
Domitila de Castro Canto e Melo

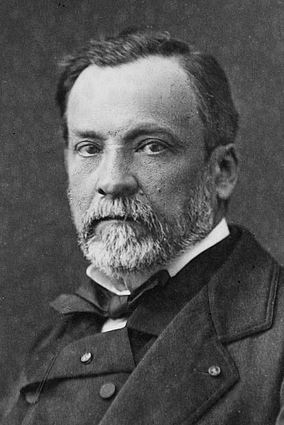
Louis Pasteur

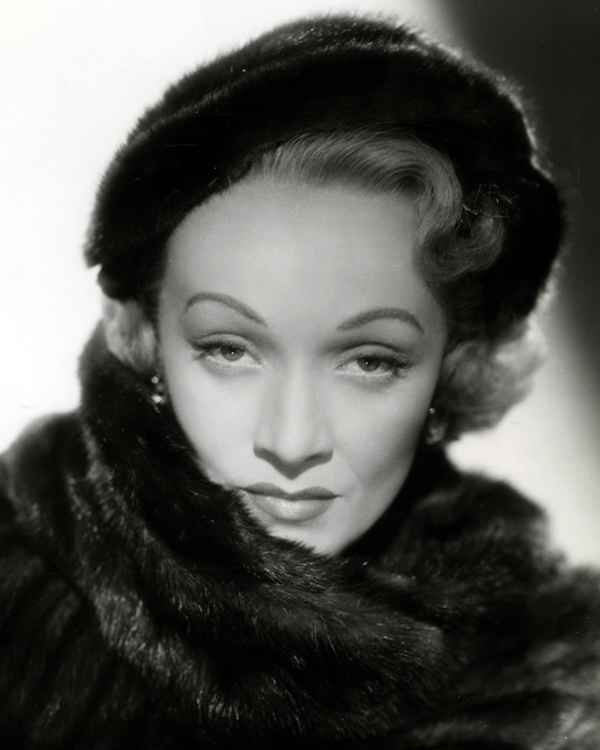
Marlene Dietrich

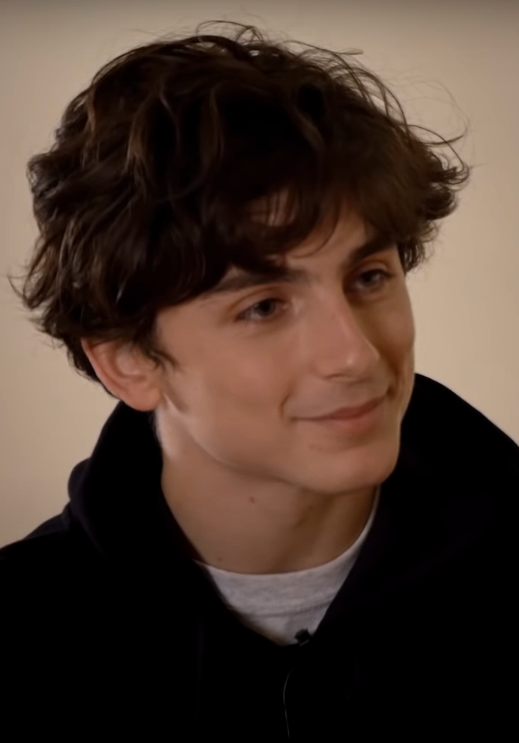
Timothée Chalamet

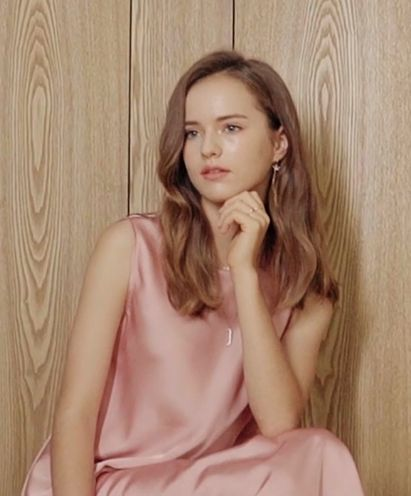
Kristina Pimenova

### Anterior ao século XIX
- 1350 — João I de Aragão (m. 1396).
- 1459 — João I Alberto da Polônia (m. 1501).
- 1555 — Johann Arndt, teólogo alemão (m. 1621).
- 1571 — Johannes Kepler, matemático e astrônomo (m. 1630).
- 1654 — Jakob Bernoulli, matemático suíço (m. 1705).
- 1792 — William Feiner SJ, nobre alemão (m. 1829)
- 1797 — Domitila de Castro Canto e Melo, nobre brasileira (m. 1867).

### Século XIX
- 1822 — Louis Pasteur, químico francês (m. 1895).
- 1823 — Mackenzie Bowell, político canadense (m. 1917).
- 1881 — Maria Teresa Fasce, freira católica italiana (m. 1947).

### Século XX

#### 1901–1950
- 1901 — Marlene Dietrich, atriz alemã (m. 1992).
- 1905 — Fulvio Pennacchi, pintor ítalo-brasileiro (m. 1992).
- 1906 — Oscar Levant, pianista e ator estadunidense (m. 1972).
- 1907 — Sebastian Haffner, jornalista e historiador alemão (m. 1999).
- 1920 — Robert Whittaker, zoólogo norte-americano (m. 1980).
- 1925 — Michel Piccoli, ator francês (m. 2020).
- 1926
  - Rodrigo Carazo Odio, político costa-riquenho (m. 2009).
  - Jerome Courtland, ator norte-americano (m. 2012).
- 1931 — John Charles, futebolista britânico (m. 2004).
- 1934
  - Isaac Karabtchevsky, maestro brasileiro.
  - Larisa Latynina, ex-ginasta soviética.
- 1943
  - Maurício Tapajós, compositor brasileiro (m. 1995).
  - Joan Manuel Serrat, músico espanhol.
- 1945 — José Luiz Penna, político brasileiro.
- 1946 — Joe Kinnear, ex-futebolista e treinador irlandês de futebol (m. 2024).
- 1947 — Uba Kembo Kembo, futebolista congolês (m. 2007).
- 1948
  - Gérard Depardieu, ator e cineasta francês.
  - Júlio Lancellotti, sacerdote católico brasileiro.
- 1949 — Klaus Fischer, ex-futebolista alemão.
- 1950 — Roberto Bettega, ex-futebolista italiano.

#### 1951–2000
- 1951
  - Ernesto Zedillo, político mexicano.
  - Levy Fidelix, político brasileiro (m. 2021).
- 1952 — Tovah Feldshuh, atriz, cantora e dramaturga norte-americana.
- 1953
  - Walter Pohl, historiador austríaco.
  - Pedro Sanz, político espanhol.
- 1954 — Novella Calligaris, nadadora italiana.
- 1955
  - Giovanni Gastel, fotógrafo italiano (m. 2021).
  - Barbara Olson, advogada estadunidense (m. 2001).
- 1956 — Paula Mora, atriz portuguesa.
- 1957 — Eliseo Rivero, ex-futebolista uruguaio.
- 1958 — Barbara Crampton, atriz estadunidense.
- 1959 — Mike Giles, matemático e cientista da computação britânico.
- 1960 — Maryam d'Abo, atriz britânica.
- 1961
  - Guido Westerwelle, político alemão (m. 2016).
  - Juliano Cezar, cantor brasileiro (m. 2019).
- 1962 — Joe Mantello, ator e diretor americano.
- 1963 — Gaspar Noé, cineasta franco-argentino.
- 1964 — Theresa Randle, atriz afro-americana.
- 1965 — Marco Maia, político brasileiro.
- 1966 — Eva LaRue, atriz norte-americana.
- 1968 — Diego el Cigala, cantor de flamenco espanhol.
- 1969 — Jean-Christophe Boullion, ex-automobilista francês.
- 1970 — Chyna, atriz e wrestler norte-americana (m. 2016).
- 1971 — Savannah Guthrie, jornalista estadunidense.
- 1972
  - Kevin Ollie, ex-jogador e treinador norte-americano de basquete.
  - Niclas Engelin, guitarrista de heavy metal sueco.
- 1973 — Mehdi Pashazadeh, ex-futebolista iraniano.
- 1974
  - Masi Oka, ator nipo-americano.
  - Fumiko Orikasa, cantora japonesa.
  - Kylee Cochran, atriz estadunidense.
- 1975
  - Heather O'Rourke, atriz norte-americana (m. 1988)
  - Aigars Fadejevs, atleta letão (m. 2024)
- 1976 — Curro Torres, ex-futebolista espanhol.
- 1977 — Ávalos, futebolista brasileiro.
- 1978 — Lisa Jakub, escritora estadunidense-canadense.
- 1979 — Mary Sheila, actriz brasileira.
- 1980
  - Cesaro, lutador suíço.
  - Marcelo Zulu, lutador brasileiro.
- 1981 — Emilie de Ravin, atriz australiana.
- 1982 — Richarlyson, ex-futebolista brasileiro.
- 1983
  - Thiago Xavier, futebolista brasileiro.
  - Marc Zoro, futebolista marfinense.
- 1984 — Gilles Simon, tenista francês.
- 1985
  - Telma Monteiro, judoca portuguesa.
  - Jérôme d'Ambrosio, automobilista belga.
  - Logan Bailly, futebolista belga.
- 1986
  - Lali Gonzalez, atriz paraguaia.
  - Torah Bright, snowboarder australiana.
- 1987
  - Lily Cole, atriz e cantora inglesa.
  - Rowena Webster, jogadora de polo aquático australiana.
  - Andrea Arnaboldi, tenista italiano.
- 1988 — Hayley Williams, cantora e compositora norte-americana.
- 1989
  - Inês Herédia, atriz portuguesa.
  - Michelle Goos, handebolista holandesa.
- 1990
  - Milos Raonic, tenista do Canadá.
  - Jay Emmanuel-Thomas, futebolista inglês.
  - Zelina Vega, lutadora americana.
- 1991
  - Chloe Bridges, atriz e cantora norte-americana.
  - Rony Gomes, skatista brasileiro.
- 1993 — Olivia Cooke, atriz inglesa.
- 1995 — Timothée Chalamet, ator norte-americano.
- 1996 — Jean Patry, jogador de voleibol francês.
- 1997
  - Vachirawit Chivaaree, ator e cantor tailandes.
  - Jack Robinson, surfista australiano.
- 1998 — Luka Garza, jogador americano-bósnio de basquete.

### Século XXI
- 2001
  - Ander Barrenetxea, futebolista espanhol.
  - Lukas Märtens, nadador alemão.
- 2005 — Kristina Pimenova, supermodelo e atriz russa.

## Mortes

### Anterior ao século XIX
- 1065 — Fernando I de Leão (n. 1016).
- 1087 — Berta de Saboia, imperatriz do Sacro Império Romano-Germânico (n. 1051).
- 1683 — Maria Francisca de Saboia, Rainha de Portugal (n. 1646).

### Século XIX
- 1805 — Isabelle de Charrière, escritora neerlandesa (n. 1740).
- 1849 — Jacques-Laurent Agasse, pintor suíço (n. 1767).
- 1872 — Emmanuel de Rougé, egiptólogo francês (n. 1811).
- 1900 — William George Armstrong, empresário britânico (n. 1810).

### Século XX
- 1918 — Carl Schlechter, enxadrista austro-húngaro (n. 1874).
- 1923 — Gustave Eiffel, engenheiro e arquiteto francês (n. 1832).
- 1966 — A. J. Renner, empresário brasileiro (n. 1884).
- 1969 — Serafim Leite, jesuíta e historiador português (n. 1890).
- 1972 — Lester B. Pearson, político canadense (n. 1897).
- 1974
  - Vladimir Fock, físico soviético (n. 1898).
  - Ned Maddrell, pescador britânico (n. 1877).
- 1977 — Voldemar Panso, cenógrafo, ator e teatrólogo estoniano (n. 1920).
- 1978
  - Chris Bell, cantor, compositor e guitarrista estadunidense (n. 1951).
  - Alexandre Deulofeu, filósofo e político espanhol (n. 1903).
- 1981 — Natália Pavlovna Paley, modelo e atriz francesa (n. 1905).
- 1987 — Antônio Carlos de Brito, letrista e poeta brasileiro (n. 1944).
- 1988 — Enéas Camargo, futebolista brasileiro (n. 1954).
- 1993 — Michael Callen, cantor, compositor, autor e ativista da AIDS americano (n. 1955).
- 1999 — Edmo Zarife, radialista e locutor brasileiro (n. 1940).

### Século XXI
- 2002 — George Roy Hill, diretor de cinema estadunidense (n. 1921).
- 2005 — Jacinto Figueira Júnior, apresentador de televisão brasileiro (n. 1927).
- 2007
  - Benazir Bhutto, política paquistanesa (n. 1953).
  - Pedro de Alcântara Gastão de Orléans e Bragança, nobre brasileiro (n. 1913).
  - Jerzy Kawalerowicz, diretor de cinema polonês (n. 1922).
- 2010 — John F. Harvey, presbítero e teólogo católico estadunidense (n. 1918).
- 2014 — Carlos Matos Ferreira, físico português (n. 1948).
- 2016
  - Ratnasiri Wickremanayake, político srilankês (n. 1933).
  - Carrie Fisher, atriz estadunidense (n. 1956).
- 2018 — Miúcha, cantora e compositora brasileira (n. 1937).
- 2020
  - José Luiz Carbone, treinador e futebolista brasileiro (n. 1946).
  - Ronaldo Simões Coelho, psiquiatra e escritor brasileiro (n. 1932).
- 2021 — April Ashley, modelo, autora e ativista dos direitos LGBT inglesa (n. 1935).
- 2022 — Jair Bala, treinador e futebolista brasileiro (n. 1943).
- 2023 — PC Siqueira, vlogger e apresentador brasileiro (n. 1986).

## Feriados e eventos cíclicos
O 3º dia de Natal no Cristianismo Ocidental 

### Brasil
- Aniversário de diversos municípios em Minas Gerais, dentre eles: Capitólio, Carmo do Cajuru, Cruzília, Galileia, Itueta, Janaúba, Jequitaí, Juruaia, Rio Acima e Vespasiano.
- Aniversário dos municípios de Espírito Santo do Pinhal, Tapiratiba e Trabiju, em São Paulo.
- Aniversário dos municípios de Catunda e Hidrolândia, no Ceará.

### Cristianismo
- 3º dia de Natal
- Fabíola de Roma
- João, o Apóstolo

## Outros calendários
- No calendário romano era o 6.º dia (VI) antes das calendas de janeiro.
- No calendário litúrgico tem a letra dominical D para o dia da semana.
- No calendário gregoriano a epacta do dia é xxiv.